# Мугардос
Мугардос (на испански: Mugardos) е селище в северозападна Испания, част от провинция Ла Коруня на автономната област Галисия. Населението му е около 5 300 души (2018).
Разположено е на 2 метра надморска височина на брега на залива Риа де Ферол, на 3 километра югозападно от Ферол и на 18 километра североизточно от Ла Коруня. Селището се споменава за пръв път през 1105 година, а в края на XVI век на морския бряг е построена крепост, контролираща залива. Днес повечето жители се занимават с риболов и земеделие.

## Известни личности
Родени в Мугардос
- Хосе Рубия Барсия (1914 – 1997), литературен критик